# Sudamericano de Rugby M21 2003
El Sudamericano de Rugby M21 de 2003 se disputó en Santiago de Chile del 6 al 12 de abril. El torneo de selecciones de jugadores menores de 21 años que estuvo organizado por la Confederación Sudamericana de Rugby como un cuadrangular de todos contra todos lo ganó el equipo argentino.

## Equipos participantes
- Selección juvenil de rugby de Argentina (Pumas M21)
- Selección juvenil de rugby de Chile (Cóndores M21)
- Selección juvenil de rugby de Paraguay (Yacarés M21)
- Selección juvenil de rugby de Uruguay (Teros M21)

## Posiciones
| Pos. | Equipo    | Encuentros | Encuentros | Encuentros | Encuentros | Tantos  | Tantos    | Tantos     | Puntos |
| Pos. | Equipo    | jugados    | ganados    | empatados  | perdidos   | a favor | en contra | diferencia | Puntos |
| ---- | --------- | ---------- | ---------- | ---------- | ---------- | ------- | --------- | ---------- | ------ |
| 1    | Argentina | 3          | 3          | 0          | 0          | 277     | 21        | + 256      | 9      |
| 2    | Uruguay   | 3          | 2          | 0          | 1          | 76      | 119       | - 43       | 6      |
| 3    | Chile     | 3          | 1          | 0          | 2          | 115     | 97        | + 18       | 3      |
| 4    | Paraguay  | 3          | 0          | 0          | 3          | 30      | 261       | - 231      | 0      |

Nota: Se otorgan 3 puntos al equipo que gane un partido, 1 al que empate y 0 al que pierda

## Resultados

### Primera Fecha
| 6 de abril | Uruguay | 53 - 12 | Paraguay | cancha del Prince of Wales Country Club, Santiago, Chile |  |
|            |         | Reporte |          |                                                          |  |

| 6 de abril | Chile | 15 - 62 | Argentina | cancha del Prince of Wales Country Club, Santiago, Chile |  |
|            |       |         |           | Árbitro(s): Aram Choulddjian Uruguay                     |  |

### Segunda Fecha
| 9 de abril | Argentina | 92 - 0 | Uruguay | cancha del Prince of Wales Country Club, Santiago, Chile |  |
|            |           |        |         | Árbitro(s): Andrés Herbozo Chile                         |  |

| 9 de abril | Chile | 85 - 12 | Paraguay | cancha del Prince of Wales Country Club, Santiago, Chile |  |
|            |       | Reporte |          |                                                          |  |

### Tercera Fecha[2]
| 12 de abril | Argentina | 123 - 6 | Paraguay | cancha del Prince of Wales Country Club, Santiago, Chile |  |
|             |           |         |          | Árbitro(s): Carlos Risso Chile                           |  |

| 12 de abril 16:00 | Chile | 15 - 23 | Uruguay | cancha del Prince of Wales Country Club, Santiago, Chile |  |
|                   |       | Reporte |         |                                                          |  |

| Bandera de Argentina |
| Campeón Argentina    |
| Sexto título         |